# 루타바가
루타바가(rutabaga)는 배추속의 재배종 식물이다.
순무와 비슷한 외형으로 스웨덴 순무라고도 불린다. 비타민 C, 칼륨, 마그네슘 및 섬유질이 많이 들어있다. 약간의 당분은 있으나 지방이나 콜레스테롤은 전혀 없으며 주로 유럽에서 스튜와 볶음요리로 많이 사용된다. 당근이나 감자와 함께 으깨어 퓌레로 만들어 먹는 것도 흔한 요리법이다.

## 사진 갤러리

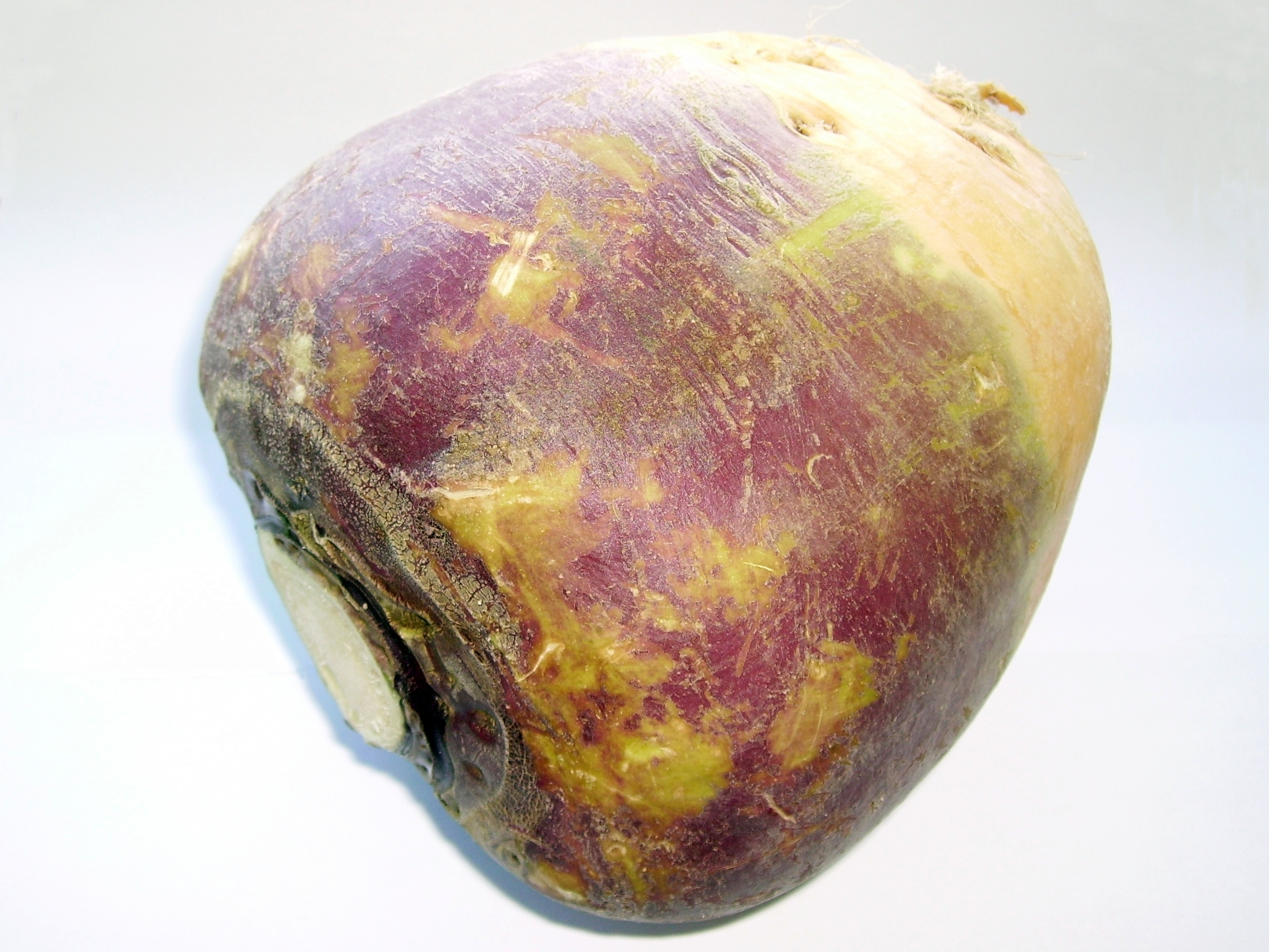
뿌리
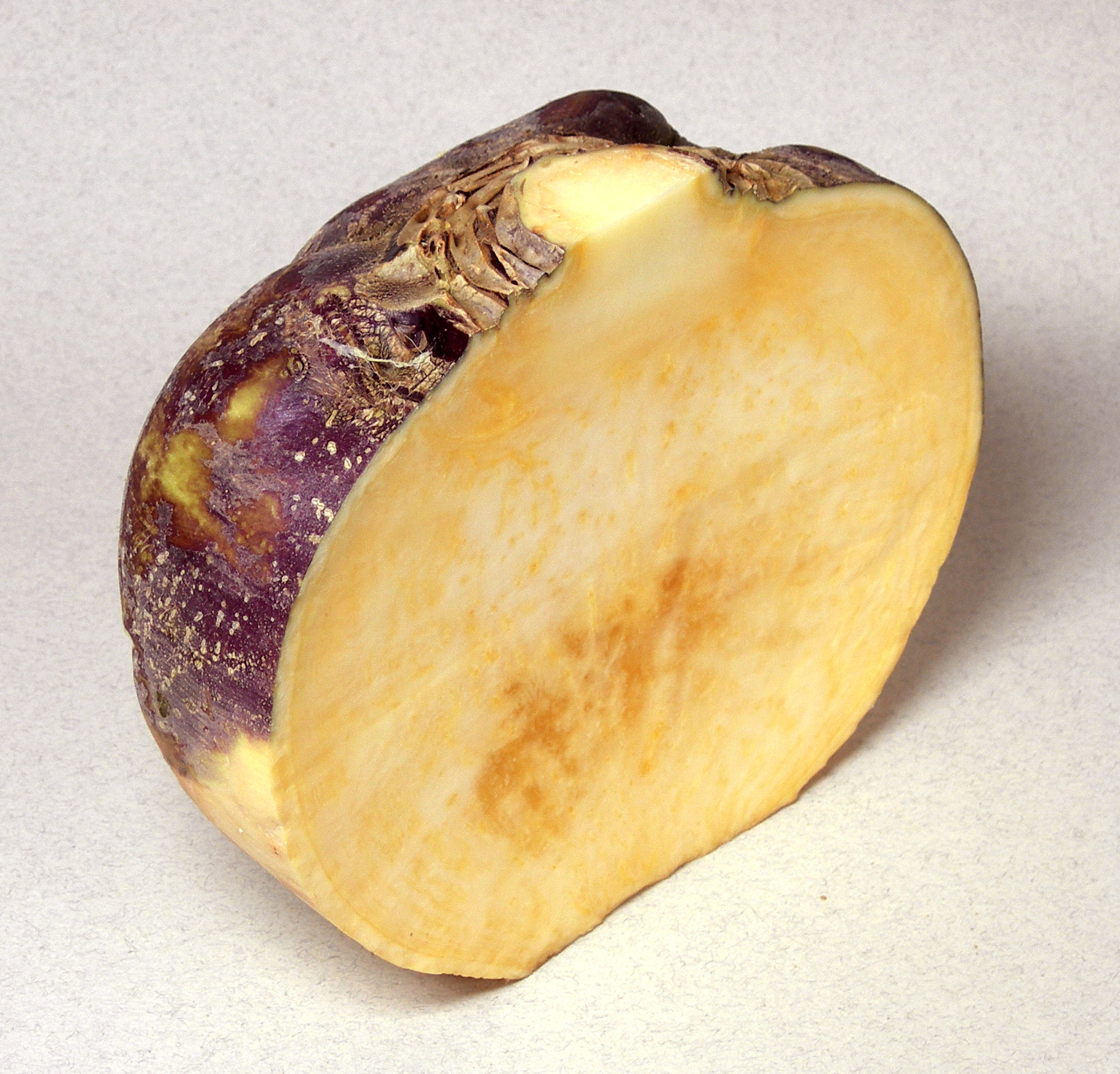
뿌리 단면

## 같이 보기
- 순무